# Алымовское муниципальное образование
Алымовское муниципальное образование — муниципальное образование со статусом сельского поселения в
Киренском районе Иркутской области России. Административный центр — посёлок Алымовка.

## Демография
По результатам Всероссийской переписи населения 2010 года
численность населения муниципального образования составила 602 человека, в том числе 312 мужчин и 290 женщин.

## Населённые пункты
В состав муниципального образования входят населённые пункты:
- Алымовка
- Банщиково
- Никулина
- Подъельник
- Салтыкова[2]